# Edward Norton
 Edward Harrison Norton (n. 18 august 1969, Boston, Massachusetts, SUA) este un actor american de teatru și film.

## Date biografice
Edward Norton s-a născut la 18 august 1969 la Boston, Massachusetts, USA, într-o familie destul de privilegiată. Bunicul său din partea mamei, un întreprinzător filantrop, a fost foarte implicat în dezvoltarea orașului în care Edward a copilărit, Columbia, Maryland. De asemenea, împreună cu bunica sa din partea mamei, acesta a fondat Enterprise Foundation, o organizație non-profit care se ocupă de proiecte umanitare în beneficiul persoanelor fără adăpost. Tatăl său, Edward, avocat, a lucrat pentru The National Trust for Historic Preservation, iar mama sa, Robin, a fost membru fondator și director executiv al aceleiași fundații. Mama sa a murit la 6 martie 1997 de cancer. Edward are un frate și o soră mai mici, James și Molly. Edward a fost atras de actorie încă de la vârsta de 5 ani și a studiat în diferite școli de teatru. A absolvit facultatea Yale cu specializarea istorie. După absolvirea facultății, Edward pleacă la Osaka, Japonia, pe post de consultant la fundația bunicului său. Se întoarce înapoi în America și se stabilește la New York, unde își începe cariera actoricească.

## Cariera
Inițial, Edward se afirmă în teatru, alături de trupa Signature players, care pune în scenă opere ale scriitorului și regizorului Edward Albee. În 1996, Norton apărea pe scenă în piesa lui Albee intitulată Fragments, iar la Hollywood se căuta un actor care să joace alături de Richard Gere în Primal Fear. Rolul respectiv fusese oferit inițial lui Leonardo DiCaprio, dar acesta l-a refuzat. Deoarece căutările producătorilor păreau să nu dea rezultate, Richard Gere s-a aflat la un pas de a renunța la proiect. Dintre cei 2000 de candidați însă s-a remarcat tânărul Edward Norton, care a impresionat atât de mult cu interpretarea sa, încât a fost contactat, chiar înainte de premiera filmului, pentru alte două roluri: unul în filmul lui Woody Allen, Everyone Says I Love you, și celălalt în filmul lui Milos Forman, The People vs. Larry Flynt, ambele având premiera încă în același an. Pentru rolul din Primal Fear, Edward Norton a câștigat un Golden Globe și a fost nominalizat la premiul Oscar. Doi ani mai târziu joacă rolul unui neo-nazist în American History X, rol pentru care a fost nevoit să câștige 15 kg de mușchi. Și pentru acest rol a fost nominalizat la Oscar, de data aceasta pentru rol principal. Peste încă un an joacă în aclamatul Fight Club, iar în 2000 debutează ca regizor și producător în Keeping the Faith.

## Filmografie selectivă
- Primal Fear, 1996
- The People vs Larry Flynt, 1996
- Everyone says I Love You, 1996
- Rounders, 1998
- American History X, 1998
- Fight Club, 1999
- Keeping the Faith, 2000
- The Score, 2001
- Death to Smoochy, 2002
- Frida, 2002
- Red Dragon, 2002
- 25th Hour, 2002
- The Italian Job, 2003
- Strange Days on Planet Earth (documentar realizat de National Geographic), 2004
- Kingdom of Heaven, 2005
- Down in the Valley, 2006
- The Illusionist, 2006
- The Painted Veil, 2006
- Pride and Glory, 2007
- Motherless Brooklyn, 2007
- The Incredible Hulk, 2008
- Moștenirea lui Bourne, 2012
- Moonrise Kingdom, 2012

## Premii
- 1996, National Board of Review Awards, cel mai bun actor în rol secundar, Everyone Says I Love You
- 1996, Los Angeles Film Critics Association Awards, cel mai bun actor în rol secundar, Primal Fear, Everyone Says I Love You, The People vs Larry Flynt
- 1996, Boston Society of Film Critics Awards, cel mai bun actor în rol secundar, Primal Fear, Everyone Says I Love You, The People vs Larry Flynt
- 1996, Society of Texas Film Critics Awards, cel mai bun actor în rol secundar, Primal Fear, The People vs Larry Flynt
- 1997, Golden Globes, cel mai bun actor in rol secundar, Primal Fear
- 1997, Florida Film Critics Circle Awards, cel mai bun actor în rol secundar,Primal Fear, Everyone Says I Love You, The People vs Larry Flynt
- 1997, Chicago Film Critics Association Awards, cel mai promițător actor, Primal Fear, Everyone Says I Love You, The People vs Larry Flynt
- 1997, Kansas City Film Critics Circle Awards, cel mai bun actor în rol secundar, Primal Fear
- 1997, Southeastern Film Critics Association Awards, cel mai bun actor în rol secundar, Primal Fear
- 1999, Southeastern Film Critics Association Awards, cel mai bun actor în rol principal, American History X
- 1999, Satellite Awards, cel mai bun actor în rol principal, American History X
- 2000, Street Film Festival, Milano, cel mai bun film, American History X
- 2002, Obie Award, cel mai bun actor într-o piesă de teatru nejucată la Broadway, Burn This
- 2004, Sant Jordi Awards, cel mai bun actor străin, 25th Hour